# Joseph Van Sieleghem
Joseph Van Sieleghem (27 mei 1818, Eernegem - 11 januari 1852, Eernegem) was een Belgische liberale politicus en burgemeester van Eernegem.

## Biografie
Joseph Van Sieleghem was de zoon van de liberale notaris Joseph Carolus Van Sieleghem. Hijzelf was brouwer in de familiebrouwerij aan de Moerdijk.
De familie was ook actief in de gemeentepolitiek. Zo was zijn vader even schepen in Koekelare en grootvader Joannes Franciscus Van Sieleghem in Leffinge. Joseph Van Sieleghem werd in 1848 burgemeester van Eernegem. Hij overleed echter tijdens zijn ambt in 1852, op 33-jarige leeftijd.
Na zijn overlijden zat eerste schepen Ferdinand Vermeersch de gemeenteraad voor om de periode tot de volgende verkiezingen te overbruggen. Daarna werd in 1855 een jongere broer van Joseph Van Sieleghem, Gustave de nieuwe burgemeester.